# Francis Yahaya Mahama
Francis Yahaya Mahama (* 1942) ist ein ehemaliger ghanaischer Generalmajor und Diplomat.

## Werdegang
1996 erhielt Mahama als Oberst das Kommando über die Ersten Brigade der Ghanaischen Armee.
Am 21. März 2000 war er Kommandant der Ersten Brigade Group, Brig. und wurde zum Generalmajor befördert. Zudem erhielt er das Kommando über das Southern Command der ghanaischen Armee.
Mahama wurde im März 2001 in den Ruhestand versetzt.
Im Oktober 2001 wurde er im Kreml als Diplomat akkreditiert.
Am 8. November 2002 wurde Mahama und sein Fahrer im Moskauer Siegespark angegriffen und verletzt.